# Alexander II av Skottland
Alexander II, född 24 augusti 1198, död 6 juli 1249, var kung av Skottland 1214–1249.

## Biografi
Alexander II var son till Vilhelm Lejonet och gifte sig med Henrik III:s syster Joanna.